# Lepidodactylus pulcher
Lepidodactylus pulcher — вид геконоподібних ящірок родини геконових (Gekkonidae). Ендемік Папуа Нової Гвінеї.

## Поширення і екологія
Lepidodactylus pulcher мешкають на островах Адміралтейства. Вони живуть у вологих рівнинних тропічних лісах, на висоті до 200 м над рівнем моря. Ведуть деревний, прихований спосіб життя.